# Clara Ris
Clara Johanna Ris (* 26. Oktober 1871 in Steinbach; † 24. November 1946 in Karlsruhe) war eine deutsche Malerin.

## Leben
Clara Ris wurde im Oktober 1871 in Steinbach geboren, einem kleinen Dorf im Weinbaugebiet um Baden-Baden, das damals zum Landkreis Bühl gehörte. Ihre Eltern waren Rudolf Ris und seine Ehefrau Frieda, geborene Reichenbach.
In den Jahren 1891 bis 1895 und von 1896 bis 1898 besuchte sie die Malerinnenschule Karlsruhe, die heutige Staatliche Akademie der Bildenden Künste Karlsruhe. Um die besseren Ausbildungsmöglichkeiten für Frauen zu nutzen, ging sie 1896 wie viele Künstlerinnen ihrer Generation für einige Zeit nach Paris und studierte an der bekannten Kunstakademie Académie Julian bei James McNeill Whistler und Alfons Mucha.
In Paris entstanden aller Wahrscheinlichkeit nach 1896 ihre vier erhaltenen Aktzeichnungen, die in dem umfangreichen Katalog zur Ausstellung Frauen im Aufbruch? Künstlerinnen im deutschen Südwesten 1800–1945, die 1995 in den städtischen Galerien von Karlsruhe und Villingen-Schwenningen gezeigt wurde, abgebildet sind. Im Frühjahr 2019 zeigte die Städtische Galerie Karlsruhe diese Aktreihe erneut in der Ausstellung Paris, Paris! Karlsruher Künstler an der Seine 1850–1930. Die Süddeutsche Zeitung schrieb dazu: 

„Für Künstlerinnen bedeutete Paris eine besondere Freiheitserfahrung: Sie konnten sich teils erstmals am echten nackten Menschen orientieren. In der Schau wird dies etwa anhand einer Reihe ungeschönter Akte von Clara Johanna Ris deutlich.“

In einem weiteren Bericht über die Ausstellung wird bemerkt: 

„In der Hauptstadt Frankreichs durften Frauen nicht nur weibliche, sondern auch männliche Akte zeichnen. So war es für Clara Johanna Ris wohl ein revolutionäres Erlebnis, Modelle beider Geschlechter nebeneinander zu sehen. In Paris durfte sie Akte zeichnen, wie sie waren, ohne Ästhetisierung und konnte ihre neuen Erfahrungen sicherlich in der Genre- und Historien, Landschafts- und mythologische Malerei einbringen.“

Im Alter von 28 Jahren heiratete Clara Ris am 21. Juli 1900 in Paris den Landgerichtsrat Eugen von Freydorf (1867–1914), einen Sohn des badischen Ministers Rudolf von Freydorf. Aus dieser Ehe gingen zwischen 1901 und 1911 sechs Kinder hervor: Rudolf Karl (* 1901), Johanna (* 1902), Roswith (* 1904), Mechthild (* 1906), Berthold (* 1908) und Guta (* 1911). Die Familie lebte zunächst in Lörrach, dann in Waldshut und verlegte nach 1911 den Wohnsitz nach Karlsruhe.
Gleich zu Beginn des Ersten Weltkriegs verlor Clara ihren Ehemann, der als Hauptmann der Reserve gedient hatte und im November 1914 in der Ersten Flandernschlacht bei Ypern fiel. Mit ihren sechs Kindern bewältigte sie die wirtschaftlich schwierigen Kriegs- und Nachkriegszeiten. Es darf angenommen werden, dass sie hierbei von ihrer Schwiegermutter, der Schriftstellerin Alberta von Freydorf (1846–1923), die im Zentrum eines Karlsruher Künstlerkreises stand, unterstützt wurde. Im Jahr 1916 stellte Ris ihre künstlerische Tätigkeit ein. Wenige ihrer Werke sind erhalten; sie befinden sich in Privatbesitz.
Clara Ris von Freydorf starb dreißig Jahre später wenige Wochen nach Vollendung ihres 75. Lebensjahres am 24. November 1946 in Karlsruhe.

## Familie
Drei ihrer Töchter erbten die künstlerische Begabung ihrer Mutter: Johanna und Mechthild von Freydorf wurden ebenfalls Malerinnen; ihre jüngste Tochter war die Bildhauerin und Malerin Guta von Freydorf-Stephanow. Johanna von Freydorf heiratete im Jahr 1936 den Ethnologen Hans-Dietrich Disselhoff.

## Werke (Auswahl)
- Stehender männlicher Akt, 1896, Kohle/Kreide, 61 × 23,5 cm
- Stehender männlicher Rückenakt, 1896, Kohle/Kreide, 61 × 25,5 cm
- Stehender weiblicher Akt, 1896, Kohle/Kreide, 60 × 19 cm
- Sitzender weiblicher Akt, 1896, Kohle/Kreide, 62 × 48 cm

## Posthume Ausstellungen
- 25. März 1995 bis 28. Mai 1995: Frauen im Aufbruch? Künstlerinnen im deutschen Südwesten 1800–1945, Städtische Galerie im Prinz-Max-Palais, Karlsruhe[2]
- 18. Juni 1995 bis 6. August 1995: Frauen im Aufbruch? Künstlerinnen im deutschen Südwesten 1800–1945, Städtische Galerie „Lovis-Kabinett“, Villingen-Schwenningen[2]
- 23. Februar 2019 bis 2. Juni 2019: Paris, Paris! Karlsruher Künstler an der Seine 1850–1930, Städtische Galerie Karlsruhe[5]